# 1668年大彗星
1668年南方大彗星（Great Southern Comet of 1668），正式命名為C/1668 E1，是一顆1668年肉眼可見的彗星。由於其非凡的亮度，它被認為是大彗星之一。

## 觀測史
1668年3月上旬，這顆彗星在黃昏時意外地出現，並拖著長長的尾巴。後來計算顯示，從地球上看過去，彗星已於2月26日以北緯1.5°左右的距離掠過太陽。它稍微遠離太陽，反轉其運動方向，並於2月29日再次經過，距離太陽以南僅約1.4°，這時沒有引起人們的注意。
3月3日晚間，這顆彗星在南非好望角首次被發現。想必只有它的尾巴在地平線上可見。兩天後，里斯本有一個獨立的發現，因為離太陽很近，彗星頭部也位於地平線以下，但尾巴卻從西向東延伸了幾乎四分之一的天空。同一天，印度果阿和巴西聖薩爾瓦多耶穌會教士瓦倫丁·斯坦塞爾（Valentin Stansel ）也進行了觀察。根據報告顯示彗星異常明亮（你可以看到它在海中的倒影），具有23°長的尾巴。他能夠用望遠鏡觀察到又小又黑的頭部。據說3月6日，彗星尾巴變得如此透明，可以看到透過它看到其他閃爍的星星。
3月7日，中國西南天空觀測到這顆彗星發出白光。日本和韓國也分別於3月8日和9日出現觀測彗星紀錄。3月10日，喬瓦尼·多梅尼科·卡西尼在博洛尼亞首次看到這顆彗星。兩天後，他報告彗星出現一條32°的長尾巴。
在接下來的幾天裡，彗星遠離了太陽和地球，逐漸變暗。3月18日，中國觀測到40°的長尾巴；最後一次彗星目擊紀錄是3月21日在果阿，3月30日在中國。
3月8日，這顆彗星的視星等達到1-2等。